# 大正村 (広島県)
大正村（たいしょうむら）は、広島県芦品郡にあった村。現在の府中市、神石郡神石高原町の一部にあたる。

## 地理
芦田川支流・阿字川の上流域に位置していた。

## 歴史
- 1889年（明治22年）4月1日、町村制の施行により、芦田郡木野山村、桑木村、行縢村が発足[3]。
- 1898年（明治31年）10月1日、郡の統合により上記3村は芦品郡に所属[3]。
- 1913年（大正2年）2月1日、上記3村が合併して大正村を新設[1][2]。旧村名を継承した木野山、桑木、行縢の3大字を編成[2]。
- 1949年（昭和24年）7月1日、大字桑木を神石郡高蓋村に編入[1][2]。2大字となる[2]。
- 1955年（昭和30年）
  - 3月17日、甲奴郡上下町大字斗升の一部を編入[1][2]。3大字となる[2]。
  - 3月31日、芦品郡阿字村と合併し、共和村を新設して廃止された[1][2]。共和村は即日、協和村に改称した。

## 産業
- 農業